# Tempietto del Carmelo
Cappella di Santa Maria del Carmine e del Monte Libano ou Capela de Nossa Senhora do Carmo e do Monte Líbano, amplamente conhecido como Tempietto del Carmelo, era uma capela de Roma, Itália, localizada no rione Sant'Angelo, vizinha da piazza Costaguti e desconsagrada por volta de 1870. Era dedicada a Nossa Senhora do Carmo.

## História
Foi construída em 1759 e restaurada em 1825, como recorda a inscrição circular ainda legível na arquitrave: "Gloria Libani data est / ei decor Carmeli et Saron / aedificatum piorum elemosin. anno Domini MDCCLIX / iterum restaurata sumptibus / ff. Fratellini an. sub. MDCCCXXV" ("A glória do Líbano lhe foi dada / a excelência do Carmelo e Sharon / construída pelas esmolas piedosas. Ano do Senhor de 1759 / novamente restaurada às custas / dos Fratellini/ Ano de 1825"). Este pequeno santuário tem uma planta circular com uma cúpula sustentada por seis colunas dóricas e abrigava uma image de Nossa Senhora do Carmo, hoje perdido.
Diariamente, na primeira hora da noite, eram proferidos os sermões obrigatórios aos judeus do Gueto de Roma na praça em frente à capela, o que manchou sua reputação. Sobre isto, comenta Mariano Armellini:
| “ | Eu lembro de, na minha juventude, ter escutado muitas vezes, do púlpito, o cônego Dom Enrico Fabiano, um dos mais eruditos padres do clero romano, cujo nome será sempre lembrado em Roma, tanto por sua ciência quanto por seu zelo apostólico | ” |
|   | — Mariano Armellini. |   |

Depois da conquista dos Estados Papais e a unificação da Itália (1870), este tipo de pregação foi interrompido e a capela foi desconsagrada. No século XX, até a década de 60, o minúsculo ambiente foi ocupado por uma sapataria e foi seriamente danificado. A capela foi recuperada em seguida pelo governo da Itália e entregue à comunidade judaica de Roma. Em 2000, a cúpula desmoronou, mas foi restaurada em 2004.

## Galeria

Imagens da igreja
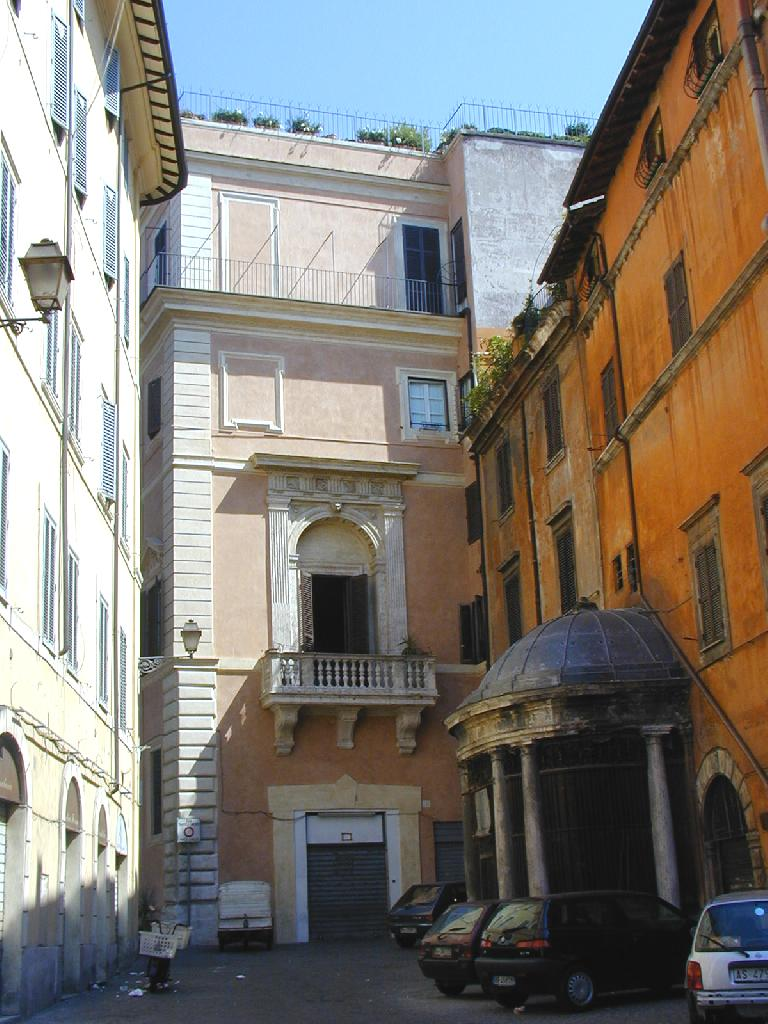
Vista lateral em 2001. Ao fundo o Palazzo Costaguti.
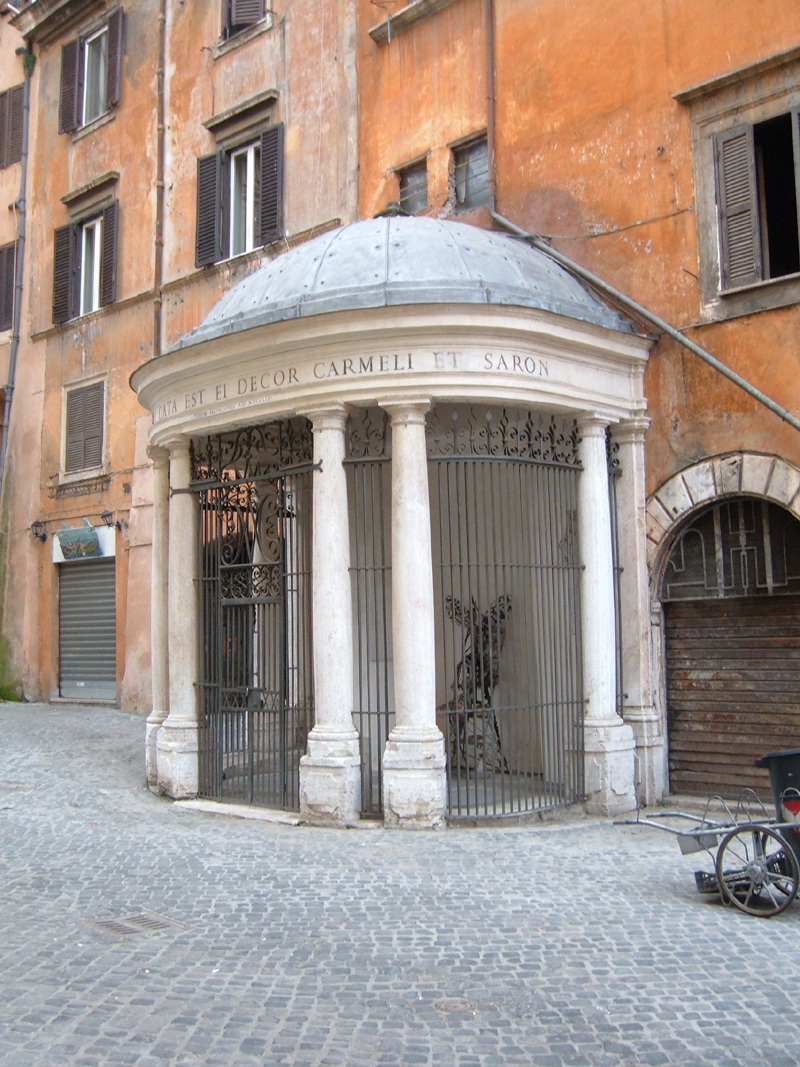
Em 2008.